# دپتسه
دپتسه (به صربی: Depce) یک منطقهٔ مسکونی در صربستان است که در پریچو واقع شده‌است. دپتسه ۹٫۱۸ کیلومتر مربع مساحت و ۴۴۱ نفر جمعیت دارد و ۷۹۹ متر بالاتر از سطح دریا واقع شده‌است.